# Alexander Mitchell
Alexander Mitchell (Ellon, 17 de octubre de 1817 - Nueva York, 19 de abril de 1887) fue un banquero, político y empresario ferroviario escocés-estadounidense.

## Primeros años
Mitchell nació en Ellon, Aberdeenshire, Escocia, hijo de Margaret (Lendrum) y John Mitchell, en 1817 y emigró a los Estados Unidos en 1839. Siguió una carrera en la banca en Milwaukee y fundó el Marine Bank of Wisconsin.

## Carrera

### Como empresario
Mitchell fue presidente del ferrocarril de Chicago, Milwaukee y St. Paul desde 1864-1887. Con su colega director Jeremiah Milbank (1818–1884), convirtió este ferrocarril en uno de los más rentables de los Estados Unidos, y Mitchell fue considerado la persona más rica de Wisconsin.

### Como político
Mitchell representó al 1.º distrito congresional de Wisconsin en el cuadragésimo segundo Congreso de los Estados Unidos. Después de la redistribución de distritos representó al 4.º distrito congresional de Wisconsin en el cuadragésimo tercer Congreso de los Estados Unidos. Fue nominado para gobernador de Wisconsin en 1877, pero se negó.

## Vida personal
Mitchell estaba casado con Martha Reed, hermana de Harrison Reed, quien se desempeñó como gobernadora de Florida durante la Reconstrucción. El hijo de Mitchell, John L. Mitchell, fue congresista y senador de los Estados Unidos, y su nieto, Billy Mitchell, fue un destacado oficial del ejército de los Estados Unidos durante los primeros días de la aviación militar.
Mitchell murió en Nueva York y fue enterrado en el cementerio Forest Home en Milwaukee.

## Legado

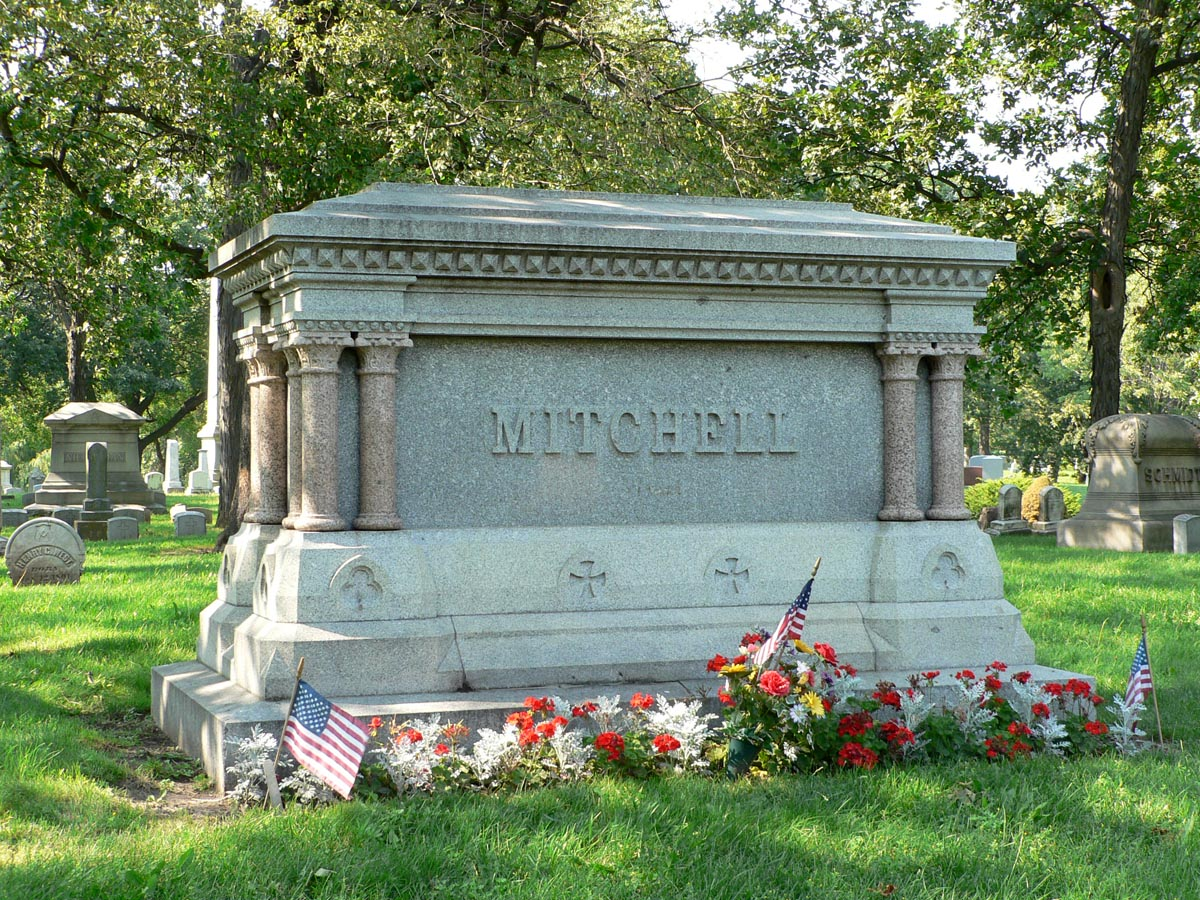
Monumento a la familia Mitchell en el cementerio Forest Home.

Mitchell era dueño de una mansión al otro lado de la calle del Palacio de Justicia del Condado de Milwaukee, que ahora es el sitio del Wisconsin Club.
El barrio histórico de Mitchell Street fue nombrado en su honor, al igual que la ciudad de Mitchell, Dakota del Sur incorporada en 1881. En la Segunda Guerra Mundial, el barco de la libertad de los Estados Unidos SS Alexander Mitchell fue nombrado en su honor.
Era un ávido jugador de Curling y ayudó a popularizar el deporte en los Estados Unidos. Mitchell ayudó a fundar el Milwaukee Curling Club en la década de 1840, y poco antes de su muerte fue elegido Patrono del Grand National Curling Club.
El edificio Mackie, que fue construido por Mitchell como una propiedad de inversión y está incluido en el Registro Nacional de Lugares Históricos. Además, el edificio Mitchell, que también construyó, también figura en el Registro Nacional de Lugares Históricos.
Sus documentos, junto con los de su hijo John, se encuentran en los archivos de la Sociedad Histórica de Wisconsin.